# The View from the Afternoon
The View from the Afternoon is een nummer van de Britse rockband Arctic Monkeys. Het is het openingsnummer van het album Whatever People Say I Am, That’s What I’m Not, uitgegeven in 2006. Ook is het de openingstrack van de tevens in 2006 uitgegeven ep Who the Fuck Are Arctic Monkeys?.